# Burgstall Reutern
Der Burgstall Reutern bezeichnet eine abgegangene mittelalterliche Höhenburg auf 510 m ü. NHN etwa 2750 Meter nordwestlich der Kirche von Reutern, einem heutigen Stadtteil von Bad Griesbach im Rottal im Landkreis Passau in Bayern. Die Anlage wird als Bodendenkmal unter der Aktennummer D-2-7545-0011 im Bayernatlas als „Burgstall des Mittelalters“ geführt.

## Beschreibung
Die Anlage liegt auf einem Südhang in einem Waldgebiet bei dem Quellgebiet des Scherbachs. Von der ehemaligen Burganlage, einem ebenerdigen Ansitz oder einer Turmhügelburg, ist noch ein Graben erhalten.